# Formula Rossa

Achterbahn Formula Rossa

Formula Rossa im Freizeitpark Ferrari World in Abu Dhabi, VAE, ist eine Stahlachterbahn des Herstellers Intamin, die im November 2010 eröffnet wurde. Sie ist zurzeit (Stand Juni 2023) die schnellste Achterbahn der Welt mit einer Höchstgeschwindigkeit von 240 km/h.
Die 2074 m lange und 52 m hohe Strecke orientiert sich am Layout der Achterbahnen Desert Race und Rita, hat aber aufgrund der höheren Geschwindigkeit größere Kurvenradien. Die Züge werden mit einem 24.000 kW (32.600 PS) starken hydraulischen Beschleunigungssystem von 0 auf 100 km/h in 2,9 Sekunden und von 0 auf 240 km/h in 4,9 Sekunden beschleunigt. Aufgrund der hohen Geschwindigkeit und des Sandes müssen alle Fahrgäste während der Fahrt Schutzbrillen tragen.

## Züge
Formula Rossa besitzt vier Züge im Rennwagen-Design mit jeweils vier Wagen. In jedem Wagen können vier Personen (zwei Reihen) Platz nehmen. Als Rückhaltesystem kommen Schoßbügel zum Einsatz. Die Züge wurden bereits im Mai 2010 beim Formel 1 Grand Prix in Barcelona gemeinsam mit dem Ferrari-Formel-1-Team vorgestellt.